# الحدود العمانية الإماراتية

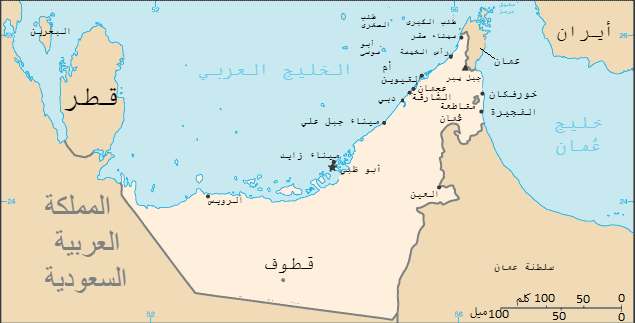
خريطة لدولة الإمارات العربية المتحدة وعُمان من الشرق

الحدود بين عمان والإمارات العربية المتحدة من ثلاثة أقسام غير متجاورة يبلغ مجموعها 609 كم (378 م) في الطول.

## الوصف

### القسم الشمالي (مسندم)
القسم الشمالي من الحدود يقسم المستحاطة العمانية في مسندم من الفجيرة ورأس الخيمة في الإمارات. تسيطر شبه جزيرة مسندم على مضيق هرمز الاستراتيجي، وتتكون الحدود بين عمان والإمارات العربية المتحدة من سلسلة من الخطوط غير المنتظمة، وإن كانت أفقية تقريبًا، تمر عبر التضاريس الجبلية، من الساحل الغربي للخليج العربي إلى الساحل الشرقي لخليج عمان.

### القسم الأوسط (المحصور)
يتكون الجزء الأوسط من الحدود من جيب مدحاء العماني، والذي يقع ضمنه الجيب الإماراتي المقابل للنهوة، التابع لإمارة الشارقة.

### القسم الجنوبي
يبدأ الجزء الجنوبي، والأطول بكثير، من الحدود في الشمال على ساحل خليج عمان، جنوب كلباء في إمارة الشارقة. ثم يتجه نحو الداخل نحو الجنوب الغربي عبر سلسلة من الخطوط غير المنتظمة، تتقوس جنوباً لتشمل حتا داخل الإمارات العربية المتحدة؛ ثم تنتقل الحدود جنوبًا غربيًا تقريبًا نزولًا إلى النقطة الثلاثية العمانية، باستثناء جزء من الأراضي الإماراتية جنوب شرق العين التي تمتد إلى عمان.

## الحاجز
في عام 2002، أعلنت دولة الإمارات العربية المتحدة أنها بصدد إقامة سياج على طول الحدود الإماراتية العمانية (باستثناء جيوب مدها والنهوة)  في محاولة للحد من تدفق المهاجرين غير الشرعيين والمخدرات غير المشروعة  والإرهابيين إلى البلاد. الحاجز الذي تم تشييده عبارة عن سياج حدودي من الأسلاك الشائكة بطول 4 أمتار.
في عام 2003، فرضت عُمان رسوم خروج عند العبور إلى حدود الإمارات العربية المتحدة. في يوليو 2004، شنت عمان والإمارات العربية المتحدة حملة قمع منسقة لمدة ثلاثة أيام في البريمي وحولها واعتقلت ما يقرب من 1000 مهاجر غير شرعي.

## المعابر الحدودية
يوجد معبران حدوديان على قسم مسندم من الحدود (تبات ودبا)  وأربعة في القسم الجنوبي الرئيسي (حتا / الوجاجة، هيلي، جبل حفيت وخطمة ملاحة). لا توجد ضوابط حدودية في جيوب مادها والنهوى.